# Маневич, Леонид Исакович
Леонид Исаакович Маневич (2 апреля 1938, Могилёв, Белорусская ССР — 20 августа 2020, Москва, Россия) — советский и российский физик, доктор технических наук, профессор.

## Биография
Леонид Исаакович родился 2 апреля 1938 года в Могилёве (СССР, ныне Беларусь). Брат физика, доктора технических наук А. И. Маневича.
Высшее образование получил на физико-математическом факультете Днепропетровского Государственного университета (ДГУ). После окончания с отличием ДГУ с 1959 г. работал инженером, а затем руководителем теоретической группы в КБ «Южное» и одновременно учился в заочной аспирантуре в ДГУ под руководством проф. Ю. А. Шевлякова. В 1961 году защитил в ДГУ кандидатскую диссертацию по устойчивости упругих систем. С 1964 по 1976 год работал в ДГУ доцентом, а затем профессором на кафедре прикладной теории упругости. В 1970 г. Леонид Исакович стал доктором технических наук, защитив в ДГУ диссертацию, посвящённую асимптотическим и групповым методам в механике деформируемых твёрдых тел, а в 1973 году получил звание профессора.
В 1976 году Леонид Исакович переехал в Москву, где был принят на работу в отдел полимеров и композиционных материалов Института Химической Физики (ИХФ) АН СССР старшим научным сотрудником. Вскоре он был назначен заведующим лабораторией физики и механики полимеров.
Одновременно с работой в ИХФ Леонид Исакович с 1984 года являлся профессором кафедры физики полимеров в Московском физико-техническом институте.

## Научная деятельность
Научная деятельность Л. И. Маневича была связана с механикой деформируемых твёрдых тел, нелинейной динамикой, физикой конденсированных сред. Он получил важные и глубокие результаты в механике анизотропных и ребристых пластин и оболочек; анизотропной теории упругости, включая теорию деформирования и разрушения сильно анизотропных композитов. Значительный вклад Л. И. Маневич внёс в теорию нелинейных нормальных колебаний, нестационарную динамику нелинейных колебательных систем, в теорию молекулярной динамики и физики полимеров и композиционных материалов. Леонид Исакович разработал теорию структурных дефектов и переходов на атомном уровне в молекулярных системах и полимерных кристаллах. Важнейшие результаты получены им при изучении переноса и локализации энергии в механических системах, полимерных цепях и наноструктурах. Подробный обзор научной деятельности профессора Л. И. Маневича см..

### Сочинения
Л. И. Маневич активно участвовал в российских и международных конференциях и конгрессах. В качестве приглашённого докладчика он неоднократно выступал на семинарах известных университетов США и Европы. Его научные результаты представлены в 20 монографиях (в издательствах Wiley, Springer, Kluwer, Imperial College Press, Наука, Наукова Думка) и в более чем 350 журнальных публикациях.

#### Некоторые книги Л. И. Маневича
1. Маневич Л. И., Павленко А. В., Коблик С. Г. Асимптотические методы в теории упругости ортотропного тела. Киев-Донецк: Вища школа, 1982, 152 с.
2. Андрианов И. В., Лесничая В. А., Маневич Л. И. Метод усреднения в статике и динамике ребристых оболочек. М.: Наука, 1985, 221с.
3. Андрианов И. В., Лесничая В. А., Лобода В. В., Маневич Л. И. Расчёт прочности ребристых оболочек инженерных конструкций. Киев- Донецк: Вища школа, 1986,104 с.
4. Маневич Л. И., Михлин Ю. В., Пилипчук В. Н. Метод нормальных колебаний для существенно нелинейных систем. М.: Наука, 1989, 216 с.
5. Vakakis A.F., Manevitch L.I., Mikhlin Yu.V., Pilipchuk V.N., Zevin A.A. Normal Modes and Localization in Nonlinear Systems. New York: Wiley, 1996, 552 p.
6. Awrejcewicz J., Andrianov I., Manevitch L. Asymptotic Approaches in Nonlinear Dynamics: New Trends and Applications. Berlin, Heidelberg, New York: Springer, 1998, 350 p.
7. Андрианов И. В., Баранцев Р. Г., Маневич Л. И. Асимптотическая математика и синергетика. М.: УРСС, 2004, 304 с.
8. Andrianov I.V., Awrejcewicz J., Manevitch L.I. Asymptotical Mechanics of Thin-Walled Structures. Berlin, Heidelberg, New York: Springer, 2004, 535 p.
9. Manevich A.I., Manevitch L.I. The Mechanics of Nonlinear Systems with Internal Resonances. London: Imperial College Press, 2005, 250 p.
10. Маневич Л. И., Гендельман О. В. Аналитически разрешимые модели механики твёрдого тела. М.: РХД, 2016, 344 с.
11. Manevitch L.I., Kovaleva A.S., Smirnov V.V., Starosvetsky Yu. Nonstationary Resonant Dynamics of Oscillatory Chains and Nanostructures. Singapore: Springer Nature, 2017, 436 p.

#### Избранные статьи
1. Л. И. Маневич. «Об устойчивости цилиндрической оболочки при неравномерном осевом сжатии». // Тр. конф. по теор. пластин и оболочек, 1 (1961)
2. В. И. Моссаковский, Л. И. Маневич, Е. Ф. Прокопало, «Исследование закритического поведения цилиндрических оболочек». // Докл. АН СССР, 206:2 (1972)
3. В. И. Моссаковский, Л. И. Маневич, Е. Ф. Прокопало, «О закритических формах равновесия цилиндрических оболочек, нагруженных внешним давлением». // Докл. АН СССР, 222:3 (1975)
4. В. И. Моссаковский, Л. И. Маневич, Е. Ф. Прокопало, «О влиянии характера локального возмущения на величины энергетических барьеров для сжатых оболочек». // Докл. АН СССР, 222:4 (1975)
5. Л. В. Якушевич, А. В. Савин, Л. И. Маневич, «Нелинейные волны в молекулах ДНК, содержащих границу между двумя однородными областями», Компьютерные исследования и моделирование, 1:2 (2009)
6. А. Н. Иванова, Л. И. Маневич, «Бифуркационные эффекты в термодинамике марковских сополимеров вдали от критической точки», Ж. вычисл. матем. и матем. физ., 51:4 (2011)
7. М. А. Ковалёва, В. В. Смирнов, Л. И. Маневич, «Стационарная и нестационарная динамика системы двух гармонически связанных маятников», Нелинейная динам., 13:1 (2017)
8. V. V. Smirnov, L. I. Manevitch, «Complex Envelope Variable Approximation in Nonlinear Dynamics». // Нелинейная динам., 16:3 (2020)

Все публикации см. здесь.

## Научная школа
Под руководством профессора Л. И. Маневича защищено 38 кандидатских диссертаций, а 12 его учеников стали докторами наук. Основы парадигмы научной школы Л. И. Маневича составляли: глубокое проникновение в физическую суть задачи; выявление присущих проблеме точных и приближённых симметрий; широкое использование методов теории групп и асимптотической математики.